# Rodrigo Prats
Rodrigo Prats (7 de febrero de 1909 – 15 de septiembre de 1980) fue un compositor, arreglista, violinista, pianista y director de orquesta cubano.

## Biografía
Hijo del músico, Jaime Prats, Rodrigo comenzó a estudiar música a los nueve años. Primero estudió con su padre, luego con Emilio Reynosa y finalizó más tarde en el Conservatorio Orbón. 
A los trece años tocaba el violín en la Cuban Jazz Band, la primera banda de su tipo en Cuba, que dirigía su padre. Por la misma época ingresó a la Orquesta Sinfónica de la Habana, fundada por Gonzalo Roig. El primer trabajo de Prats como director de orquesta fue para la compañía teatral de Arquímedes Pous; posteriormente lideró otras agrupaciones. Fundó la banda de radio Orquesta Sinfónica del Aire, la Orquesta de Cámara del Círculo de Bellas Artes. Fue subdirector de la Orquesta Filarmónica de la Habana, director musical de RHC-Cadena Azul, y del Canal 4 de TV. Prats también fue fundador y director del Teatro Jorge Anckermann, y director musical del Teatro Lírico de La Habana. Ingresó en el profesorado del Estudio Sylvia M. Goudie de La Habana en 1956, después de su paso por el Conservatorio de Iranzo.
Su obra incluye música popular, sainetes y zarzuelas. Prats compuso Una rosa de Francia, un famoso bolero criollo, a los 15 años, y muchas otras piezas, entre ellas Aquella noche, Espero de ti, Creo que te quiero y El tamalero. Escribió la música de sainetes como El bravo y Soledad, y zarzuelas como Amalia Batista, El pirata, Guamá, La perla del Caribe y María Belén Chacón. Sus composiciones para el teatro musical cubano es probablemente la obra por la que más se le recuerda. 
De estas, la canción asociada a Amalia Batista es quizás uno de los estándares más conocidos de la música latinoamericana, habiendo sido grabada por múltiples artistas alrededor del mundo.

## Obras o publicaciones
- Amalia Batista:zarzuela.
- Comparsa de la perla del Caribe .OCLC 024412247
- Corazón sin lágrimas .OCLC 071292295
- Dolor y amor:bolero .OCLC 019995461
- Los poemas musicales:composiciones líricas .OCLC 032971918
- María Belén Chacón: romance cubano .OCLC 013549654
- Romanzas y canciones cubanas. OCLC 659107994
- Una rosa de Francia.OCLC 077059583